# Os Diários de Amora
Os Diários de Amora  (Les Carnets de Cerise no original) é uma série de história em quadrinhos francesa em cinco volumes publicada pela Soleil Productions entre 2012 e 2017, escrita por Joris Chamblain e desenhada por Aurélie Neyret. Amora é uma menina de 11 anos que sonha em se tornar escritora e seu assunto favorito são os adultos. Ela participa de várias aventuras com seus amigos durante suas investigações. A série venceu o Prêmio Saint-Michel na categoria "Humor / Juventude" em 2015. A edição brasileira do primeiro volume ganhou o 31º Troféu HQ Mix de melhor publicação infantil em 2019.